# Université du Wisconsin à Milwaukee

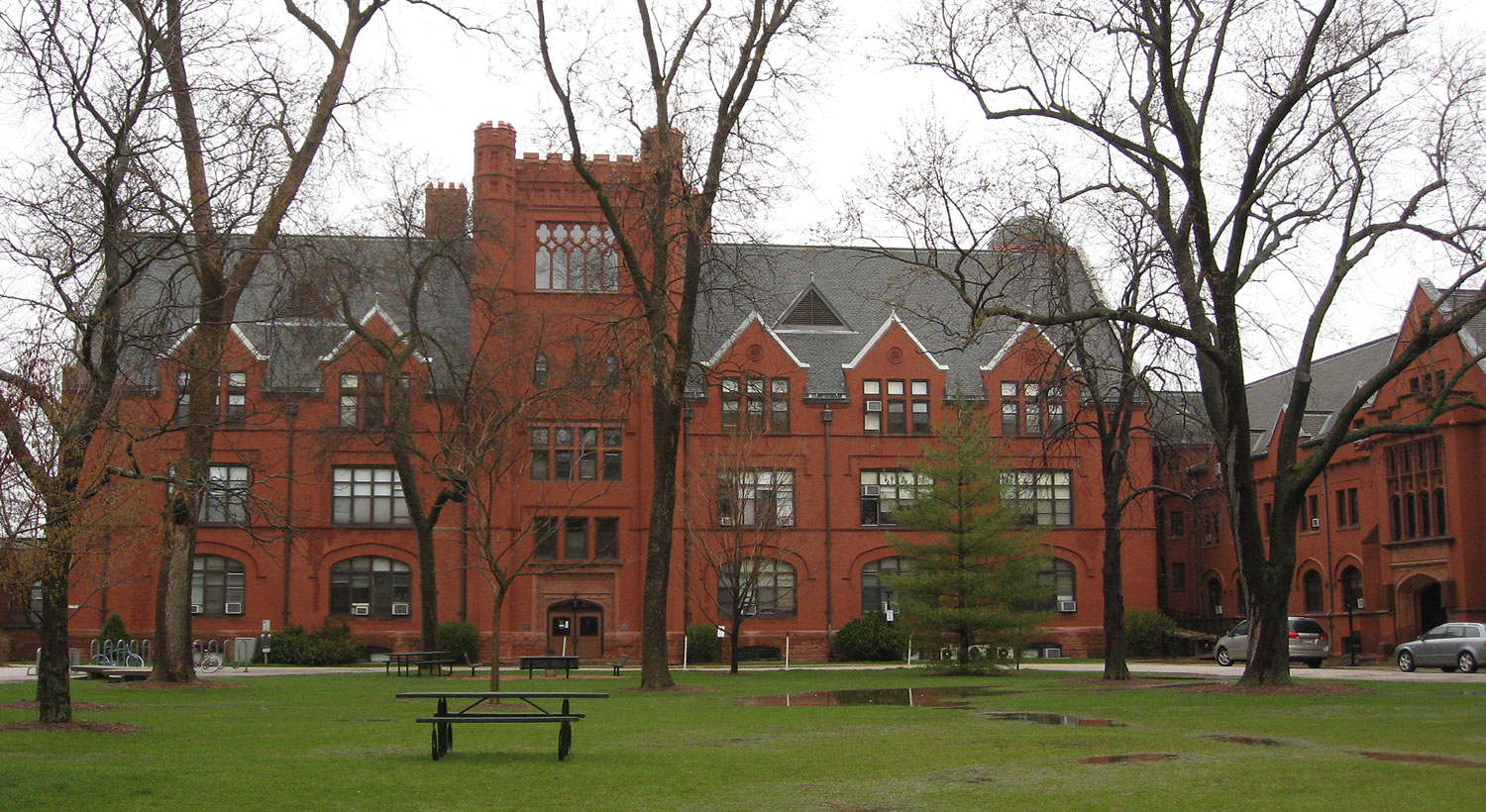
Merrill Hall

L'université du Wisconsin à Milwaukee (en anglais, The University of Wisconsin-Milwaukee) est une université américaine, dans l'État du Wisconsin.

## Personnalités liées
- Mildred Harnack-Fish, poétesse, historicienne de la littérature et résistante contre le nazisme au sein de l'Orchestre rouge, morte guillotinée
- Alberto Fujimori, 45e président de la République du Pérou
- Phil Katz, auteur du célèbre logiciel de compression PKZip
- Jack Kilby, prix Nobel de physique de 2000
- Alan Kulwicki, un pilote américain de NASCAR
- Golda Meir, 4e Premier ministre israélien
- Satya Nadella, PDG de Microsoft
- Dylan Page, un joueur de basket-ball américain
- Jerome Rothenberg, poète, essayiste, éditeur, anthologiste
- Thomas Vonier, architecte